# Bachtobel (Gerichtsherrschaft)

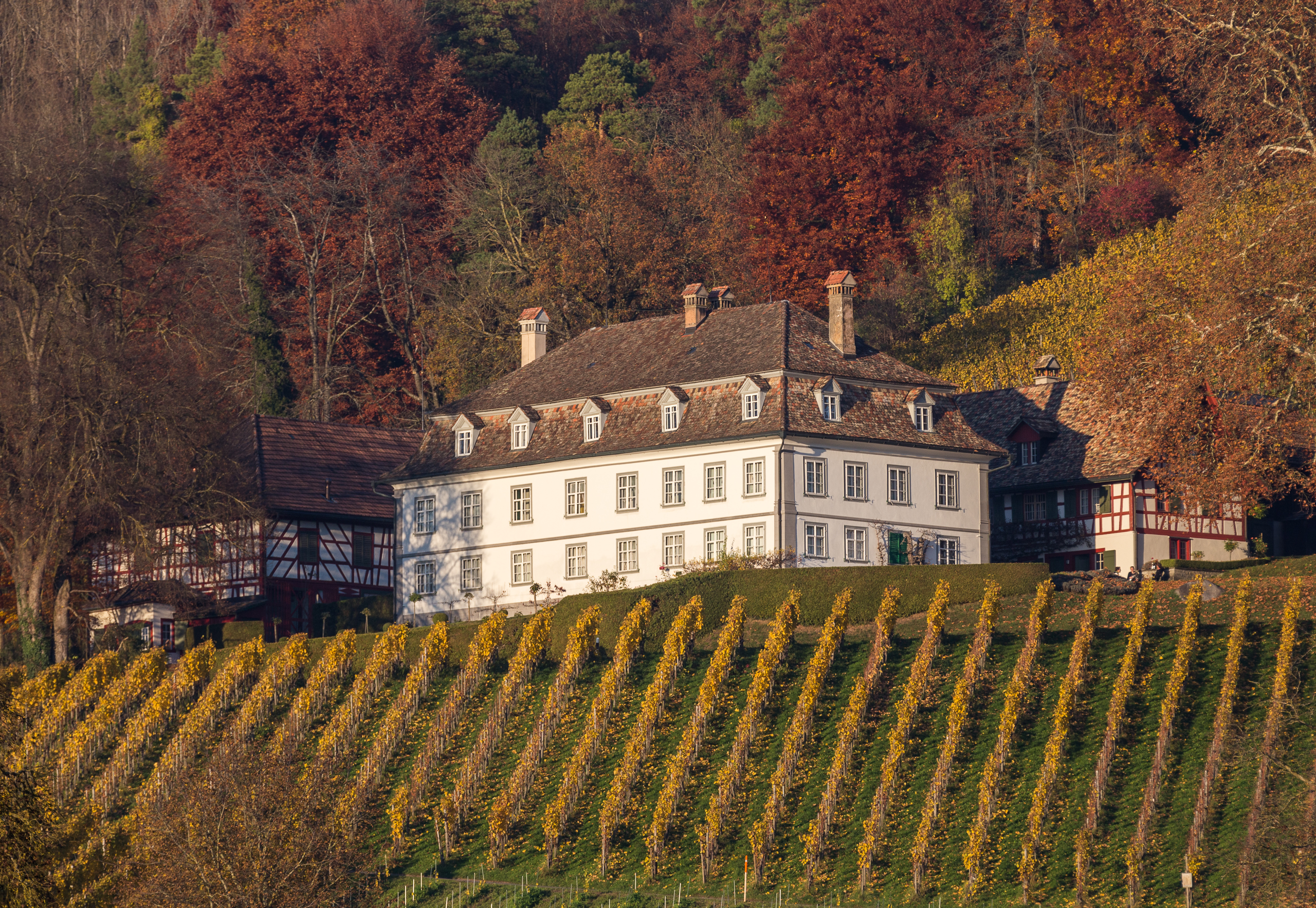
Schloss Bachtobel

Bachtobel war eine thurgauische Gerichtsherrschaft, auch Oberboltshausen genannt, am Südhang des Ottenbergs westlich der Herrschaft Weinfelden.
Bachtobel umfasste nur das Schloss Bachtobel und einige Höfe. Wirtschaftliche Grundlage war der Rebbau. Aus den Anfängen der Burg Bachtobel ist nichts bekannt. Um 1500 waren die Schenken von Castel Gerichtsherren zu Bachtobel, 1623 Junker Heinrich Göldlin von Tiefenau, ein Sohn des gleichnamigen Schultheissen von Rapperswil (SG). Von den Göldlin gelangte Bachtobel über verwandtschaftliche Beziehungen 1659 an die Ebinger von Steisslingen. Diese veräusserten Bachtobel 1784 an Landrichter Johann Ulrich Kesselring (1742–1812), Landwirt in Boltshausen. Er und sein gleichnamiger Sohn (1765–1822) wirkten bei der Auflösung des Gerichtsherrenstandes 1798 kräftig mit. Heute ist Bachtobel ein Weingut.